# Mistletoe
"Mistletoe" é uma canção da cantora norte-americana de pop Colbie Caillat. A canção foi lançada em 20 de novembro de 2007 para download digital nos Estados Unidos e Canadá.

## Lançamento
A canção, com tema natalino, foi lançada simultaneamente no iTunes e na  Billboard americana, chegando a ser a música natalina com mais downloads pagos em 2007, vendendo aproximadamente 116,000 cópias.

## Charts
| Charts                                       | Melhor posição |
| -------------------------------------------- | -------------- |
| U.S. Billboard Hot 100                       | 75             |
| U.S. Billboard Pop 100                       | 44             |
| Canadian Hot 100                             | 56             |
| U.S. Billboard Hot Adult Contemporary Tracks | 7              |